# Edwin Berling
Edwin Bernhard Berling, född 20 december 1881 i Helsingborg, död där 11 april 1951, var en svensk målarmästare och socialdemokratisk politiker. Han var drätselkammarens ordförande i Helsingborgs stad 1931 till 1941, stadsfullmäktiges ordförande 1941 till 1951 och satt i Sveriges riksdag mellan 1929 och 1951.

## Biografi
Berling drev sedan 1907 en egen målarfirma i Helsingborg och valdes 1912 in i Helsingborgs stadsfullmäktige. År 1915 valdes han även in i stadens drätselkammare. Berling innehade ett flertal olika förtroendeuppdrag på både lokal och regional nivå. Han var från dess inrättande en del av ledningen för Helsingborgs tuberkulossjukvårdsanstalt och ledde även barnavårdsnämnden efter att denna inrättats i mitten av 1920-talet. Samtidigt var han en del av sjukvårdsberedningen och satt i styrelsen för de högre folkskolorna. Från 1936 fram till dess att den övertogs av staten var han också VD för Helsingborg-Landskrona-Eslövs järnväg AB. År 1929 invaldes Berling i riksdagen som ledamot för socialdemokraterna i första kammaren och satt i riksdagen fram till sin död. Berling efterträdde 1931 Hjalmar Forsberg som drätselkammarens ordförande i Helsingborg. Under 1930-talet kom han på grund av detta att avgå från flera av sina förtroendeuppdrag. Posten som drätselkammarens ordförande innehade han fram till 1941, då har istället blev ordförande i stadsfullmäktige. Detta uppdrag hade han sedan fram till sin död 1951. 
Under sin tid i ledningen för Helsingborgs stad kämpade Berling i huvudsak för en lösning av det så kallade "Bangårdseländet" – att stadens två järnvägsstationer gjorde att ett järnvägsspår skar rakt genom centrala staden – samt för frågor med anknytning till stadens lasarett. Han är en av två fullmäktigeordförande i Helsingborg som fått en gata i staden uppkallad efter sig, Edwin Berlings gata på Fältabacken. Han belönades 1951 med Helsingborgsmedaljen. Han ligger begravd på Nya kyrkogården i Helsingborg.